# Gare de Muret
Gare de Muret – stacja kolejowa w Muret, w departamencie Górna Garonna, w regionie Oksytania, we Francji.
Została otwarta w 1862 przez Compagnie des chemins de fer du Midi et du Canal latéral à la Garonne. Jest stacją Société nationale des chemins de fer français (SNCF), obsługiwaną przez pociągi regionalne TER Midi-Pyrénées i linii D transportu miejskiego w Tuluzie.